# Arata Yoshida
Arata Yoshida (japanisch 吉田 新 Yoshida Arata; * 29. Juni 2000 in Matsudo, Präfektur Chiba) ist ein japanischer Fußballspieler.

## Karriere
Arata Yoshida erlernte das Fußballspielen in der Jugend von Kashiwa Reysol sowie in der Universitätsmannschaft der Risshō-Universität. Seinen ersten Vertrag unterschrieb er am 1. Februar 2023 bei Shonan Bellmare. Der Verein aus Hiratsuka spielte in der ersten Liga, der J1 League. 2023 kam er für den Verein nicht zum Einsatz. Sein Erstligadebüt gab Arata Yoshida am 14. Juli 2024 (23. Spieltag) im Heimspiel gegen Júbilo Iwata. Bei dem 5:0-Erfolg wurde er in der 69. Minute für Taiga Hata eingewechselt. Nach sechs Erstligaspielen wechselte er im Januar 2025 nach Toyama auf Leihbasis zum Zweitligisten Kataller Toyama.